# Anglo-irländska avtalet

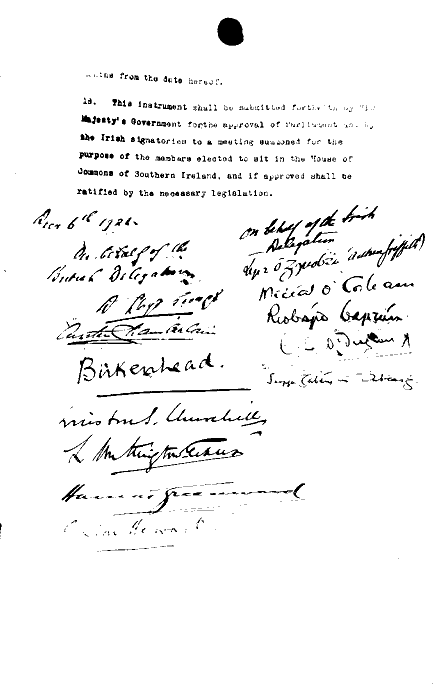
Avtalets underskriftssida.

Anglo-irländska avtalet, Anglo-Irish Treaty, Articles of Agreement for a Treaty Between Great Britain and Ireland, är ett avtal mellan Storbritanniens regering och representanter för Irland vilket skrevs under den 6 december 1921, som avslutning på det irländska frihetskriget. Avtalet avsåg bildandet av Irländska fristaten som en autonom dominion inom Brittiska imperiet, samt bröt loss Nordirland från övriga Irland.
Avtalet splittrade den irländska självständighetsrörelsen i två sidor; de som var emot och de som var för avtalet. Splittringen fick djupgående konsekvenser i irländska inbördeskriget där för-sidan slutligen vann. Irländska fristaten ersatte slutligen den 6 december 1922, exakt ett år efter att avtalet hade undertecknats, den tidigare ensidigt utropade Irländska republiken.